# Enchytraeina lutheri
Enchytraeina lutheri är en ringmaskart som beskrevs av Bülow 1957. Enchytraeina lutheri ingår i släktet Enchytraeina och familjen småringmaskar. Inga underarter finns listade i Catalogue of Life.